# Raionul Orihiv, Zaporijjea
Orihiv (în ucraineană Оріхівський район, transliterat: Orihivskîi raion) este un raion în regiunea Zaporijjea, Ucraina. Reședința sa este orașul Orihiv.

## Demografie
Componența lingvistică a raionului Orihiv
     Ucraineană (91,37%)
     Rusă (8,17%)
     Alte limbi (0,2%)
Conform recensământului din 2001, majoritatea populației raionului Orihiv era vorbitoare de ucraineană (91,37%), existând în minoritate și vorbitori de rusă (8,17%).